# 通模倣様式
通模倣様式（つうもほうようしき、独: durchimitierender Stil）は、ルネサンス音楽期における作曲技法。歌詞を複数の節に分割して各々の節に動機を与え、「通模倣」（独: Druchimitation, 英: through imitation, pervading imitation）の語が表すように全声部が同等の価値を持って動機の模倣をおこなう。フランドル楽派を代表する作曲家であるジョスカン・デ・プレが確立し、ヨーロッパ中に拡散した。ジョスカンの『ミサ・パンジェ・リングァ』はこの技法の典型例である。「通模倣」は声楽曲だけでなく、初期の器楽曲においても重要な要素となった。